# Freddy Adu
Fredua Koranteng "Freddy" Adu (nascut a Tema, Ghana, el 2 de juny del 1989) és un exfutbolista estatunidenc d'ascendència ghanesa que actualment jugava de davanter, fou internacional amb la selecció dels Estats Units des del 2006. L'estiu del 2009 va ser subcampió de la Copa Confederacions amb el seu país.